# Адельманшлос
Адельманшлос (нем. Adelmannschloss) — дворец, расположенный в районе Берг баварского города Ландсхут; был построен в 1680-е годы. Первый небольшой замок был построен на этом месте в 1564 году; с тех пор зданием владели различные аристократические семьи. Перешёл в собственность города в 1935 году; является памятником архитектуры.

## История и описание
До строительства современного здания замка Адельманшлос в поселении Берг (сегодня — район города Ландсхут), на этом месте находился небольшой укрепленный дом, который в 1564 году принадлежал Адаму Карлу Хемпински, судье из Дорфена. В данном помещении проживал многочисленный персонал (слуги) замка Траусниц: а кроме того, все жители Берга отвечали за охрану замка в ночное время. В 1682 году Берг был переведен в подчинение Иоганну Баптисту Фрайхерр фон Лейден, который построил современный замок, существующий до сих пор — трехэтажное барочное здание с шатровой крышей и двумя каминными трубами в виде башенок; сад замка был окружен кирпичной стеной.
В 1911 году замок, в связи со смертью своего последнего владельца, оказался практически бесхозным — и в 1935 году он был приобретен городской администрацией, которая планировала разместить в его помещениях дополнительные больничные палаты. В связи с тем, что были необходимы комплексные меры по восстановлению заметно обветшавшего строения, проект был заброшен. И всё же в 1940 году здесь был открыт филиал городской больницы, который должен был разгрузить основное помещение на улице Ляндгассе; клиника в бывшем замке просуществовала до постройки в 1965 году новой муниципальной больницы на улице Роберт-Кох-Штрассе. Затем здание несколько лет находился в собственности Бундесвера, прежде чем в 1975 году город Ландсхут открыл здесь художественный музей. В период между 2006 и 2008 годами замок был продан частному инвестору: в 2011 году были завершены комплексные ремонтные работы, в ходе которых были восстановлены как оригинальная планировка помещений, так и исторически значимые части интерьера, созданные в стиле барокко.